# Дубровка (Бокситогорский район)
Дубровка — деревня в Ефимовском городском поселении Бокситогорского района Ленинградской области.

## История
Деревня Дубровка упоминается на карте Новгородского наместничества 1792 года А. М. Вильбрехта.
Деревня Дубровка обозначена на семитопографической карте Новгородской губернии 1847 года.

ДУБРОВКА — деревня Забелинского общества, прихода села Озерева. 

Крестьянских дворов — 20. Строений — 73, в том числе жилых — 23. Две водяных мельницы. 

Число жителей по семейным спискам 1879 г.: 58 м. п., 62 ж. п.; по приходским сведениям 1879 г.: 54 м. п., 57 ж. п.

В конце XIX — начале XX века деревня административно относилась к Тарантаевской волости 5-го земского участка 3-го стана Тихвинского уезда Новгородской губернии.

ДУБРОВКА — деревня Забелинского общества, число дворов — 26, число домов — 57, число жителей: 50 м. п., 52 ж. п.; Занятия жителей: земледелие, лесные заработки. Река Чагода. Молитвенный дом. (1910 год)

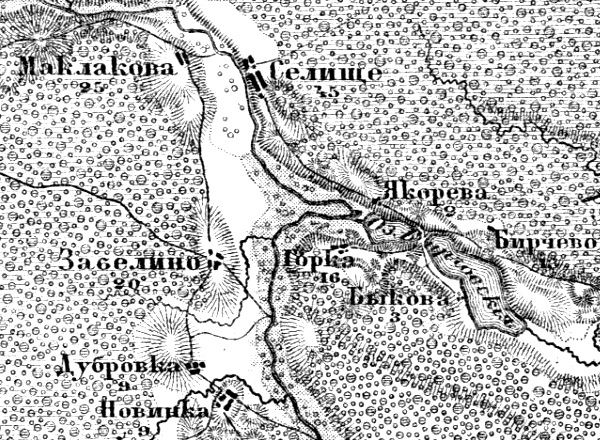
Деревня Дубровка на карте 1912 года

Согласно карте Новгородской губернии 1912 года деревня Дубровка насчитывала 9 крестьянских дворов.
С 1917 по 1918 год деревня входила в состав Тарантаевской волости Тихвинского уезда Новгородской губернии.
С 1918 года в составе Череповецкой губернии.
С 1924 года в составе Соминской волости Устюженского уезда.
С 1927 года в составе Коргорского сельсовета Ефимовского района.
В 1928 году население деревни составляло 207 человек.
Согласно карте Ленинградской области Северо-западного аэрогеодезического треста ГГУ издания 1932 года деревня насчитывала 21 крестьянский двор.
По данным 1933 года деревня Дубровка входила в состав Коргорского карельского национального сельсовета Ефимовского района.
С 1965 года в составе Бокситогорского района.
По данным 1966 года деревня Дубровка также входила в состав Коргорского сельсовета.
По данным 1973 года деревня Дубровка входила в состав Озеревского сельсовета.
По данным 1990 года деревня Дубровка входила в состав Климовского сельсовета.
В 1997 году в деревне Дубровка Климовской волости проживали 14 человек, в 2002 году — также 14 человек (все русские).
В 2007 году в деревне Дубровка Климовского СП проживали 11 человек, в 2010 году — 7.
В мае 2019 года Климовское сельское поселение вошло в состав Ефимовского городского поселения.

## География
Деревня расположена в южной части района к югу от автодороги 41К-278 (Климово — Забелино).
Расстояние до деревни Климово — 12 км.
Расстояние до ближайшей железнодорожной станции Ефимовская — 64,5 км. 
Деревня находится близ правого берега реки Чагода на восточном берегу безымянного озера.

## Демография
| 1997 | 2002 | 2007 | 2010 | 2017 |
| ---- | ---- | ---- | ---- | ---- |
| 14   | →14  | ↘11  | ↘7   | ↗16  |

### Национальный состав
Согласно данным Всероссийской переписи населения 2021 года в деревне проживали 9 человек, все русские.

## Инфраструктура
На 1 января 2013 года в деревне числилось 4 домохозяйства.